# Richard Lee II
Richard Lee II (Paradise, 1647 – Machodoc, 13 giugno 1715) è stato un militare, politico e possidente terriero britannico.
È noto in particolare per essere stato il padre del possidente Henry Lee I e di Thomas Lee, governatore della Virginia, nonno del politico Henry Lee II, bisnonno del generale Henry Lee III e trisavolo del generale Robert Edward Lee, leader dell'esercito sudista durante la guerra di secessione americana.

## Biografia
Richard era figlio del colonnello Richard Lee I, "the Immigrant" (1618–1664) e di sua moglie, Anne Constable (c. 1621–1666).
Richard nacque nella tenuta di "Paradise", nella contea di Northumberland, Virginia, possedimento che ereditò poi alla morte di suo padre nel 1664. La proprietà consisteva di 5,5 km2 ed era allora parte della contea di Gloucester. Ebbe modo di studiare ad Oxford, in Inghilterra, e probabilmente studiò anche legge a Londra presso Inns of Court.  Sembrò destinato sin da giovane alla carriera ecclesiastica, ma preferì fare ritorno in Virginia. Nel 1673, quando suo fratello maggiore John morì senza essersi sposato, Richard ereditò anche il possedimento della tenuta di "Machodoc".  Richard lasciò "Paradise" e si spostò nella sua nuova residenza.
Poco dopo il suo matrimonio, Richard venne eletto alla House of Burgesses. Nel 1676 Richard divenne membro del Consiglio del Re e prestò servizio in tale ruolo sino al 1698. Nel 1690 perse temporaneamente il proprio seggio in quanto si rifiutò di prestare giuramento a re Guglielmo III d'Inghilterra ("Guglielmo d'Orange") (1650–1702), ma venne ripristinato nelle sue funzioni l'anno successivo. Richard venne costretto a ritirarsi comunque dalla sua posizione poco dopo per questioni di salute. Il Consiglio era de facto il consiglio privato del governatore della colonia. Dall'inizio degli anni '80 del Seicento divenne colonnello di un reggimento di cavalleggeri nelle contee di Westmoreland, Northumberland e Stafford. Venne nominato dal governatore Edmund Andros (1637–1714) "Naval Officer and Receiver of Virginia Dutys for the River Potomac". Richard II, aveva una delle biblioteche private più vaste dell'intera colonia. Trascorse la maggior parte del resto della sua vita nello studio, dedicandosi in particolare al greco, all'ebraico ed al latino. Fu per questo motivo che venne soprannominato "lo studioso" (in inglese "the scholar"). Richard fusostenitore della chiesa d'Inghilterra.
Richard morì il 12 marzo 1714 a "Machodoc", contea di Westmoreland, Virginia. Venne sepolto a "Burnt House Fields", presso "Mount Pleasant". Sua moglie Laetitia era già morta il 6 ottobre 1706 a "Machodoc", e la sua tomba si trova ancora oggi a "Mount Pleasant".

## Matrimonio e figli
Richard sposò Laetitia Corbin (ca. 1657–1706), figlia di un suo vicino di casa, Henry Corbin, Sr. (1629–1676) e di Alice (Eltonhead) Burnham (ca. 1627–1684)
1. John Lee (21 maggio 1678 – 1679), morto infante.
2. giudice Richard Lee III (12 luglio 1679–31 dicembre 1718), sposò Martha Silk (23 gennaio 1679-23 gennaio 1734).
3. capitano Philip Lee, Sr.  (1681–1744) di "Blenheim", che sposò in prime nozze Sarah Brooke (1683–1724), figlia del colonnello Thomas Brooke, Jr. (1660–1730), ed in seconde nozze sposò Barbara Dent (1676–1754), vedova di suo zio, il colonnello William Dent Sr. (1660–1705).
4. Ann Lee (1683–1732), che sposò in prime nozze William Fitzhugh, Jr. (1679–1713) di "Eagle's Nest", King George Co., Virginia.; ed in seconde nozze il capitano Daniel McCarthy, Sr. (1679–1724), figlio di Dennis (MacCartee) McCarthy, Sr. (m. 1694) e di Elizabeth Billington.
5. Francis Lee (1685-d. 1754), che sposò Mary Barnell (1687-?).
6. Thomas Lee (1690–1750) di "Stratford Hall", contea di Westmoreland, Virginia. Thomas sposò Hannah Harrison Ludwell (1701–1750), figlia del colonnello Philip Ludwell II (1672–1726) di "Greenspring", e di Hannah Harrison (1679–1731).
7. Henry Lee I (1691–1747) di "Lee Hall", contea di Westmoreland, Virginia. Henry sposò Mary Bland (1704–1764), figlia di Richard Bland, Sr. (1665–1720) e della sua seconda moglie, Elizabeth Randolph (m. 1719).
8. Arthur Lee (1693–1756), che sposò un certo Sherrad.